# Caterpillar AM
Caterpillar AM è stata una trasmissione radiofonica italiana, prodotta e diffusa dal 2011 al 2024 da Rai Radio 2, condotta da Filippo Solibello, Claudia de Lillo (alias Elasti) e Marco Ardemagni. La trasmissione andava in onda dal lunedì al venerdì dalle ore 6:00 alle 7:30, in diretta dagli studi Rai di Corso Sempione, Milano con collegamenti televisivi nelle prime quattro stagioni su Rai News 24 alle 7:35. Aveva carattere di intrattenimento informale a partire dall'attualità.

## Storia
Nasce il 12 settembre 2011 ad opera di una parte dello staff che fino a giugno 2011 componeva la redazione di Caterpillar, a partire da uno dei conduttori principali, Filippo Solibello (al quale si affianca la giornalista e scrittrice Benedetta Tobagi, al suo debutto su Radio 2), agli altri conduttori Marco Ardemagni e Cinzia Poli, al caporedattore Filippo Rossi, la redazione web Luca Camisasca (dal 2013 Laura Carcano), fino agli autori delle musiche originali della trasmissione, scritte ed eseguite dalla Banda Osiris. Alla regia Sabrina Tinelli, già regista di altri programmi della rete. La trasmissione porta in orario mattutino gran parte dell'approccio e del modus operandi di Caterpillar, occupandosi principalmente di attualità, politica, economia, sport, società e spettacolo, ma differenziandosi dal programma di origine in misura spesso significativa. A settembre 2012, con l'inizio della seconda stagione, Benedetta Tobagi lascia la trasmissione, per entrare nel CDA della RAI e viene sostituita prima da Natascha Lusenti e quindi, dal settembre 2014, da Claudia de Lillo. Alla fine della stagione 2018-19 Cinzia Poli lascia la conduzione del programma. Dalla stagione 2020-21 il programma è trasmesso in visual radio sulla piattaforma RaiPlay.
Dal 17 ottobre al 2 dicembre 2022 è andato in onda lo spin-off televisivo, Alle 8 in tre andato in onda su Rai 2 dalle 8:00 alle 8:30, poi sostituito da Viva Rai2! condotto da Fiorello.
Il 28 agosto 2024 Filippo Sollibello e Marco Ardemagni decidono di lasciare la trasmissione per dedicarsi ad altri progetti sancendo quindi la chiusura del programma. A partire dal settembre 2024 la trasmissione viene sostituita da Cater XL, che mantiene Claudia de Lillo tra i conduttori.

## Format
Il format include elementi più strettamente informativi, come la rassegna stampa o le interviste ai protagonisti dell'attualità, ad altri più creativi come il Sogno di Benedetta Tobagi (dalla seconda alla terza stagione il Risveglio di Natascha Lusenti) che apre il programma, The Predictor, le Quartine di Nostradamus (nelle prime due stagioni) o le Terzine Dantesche di Marco Ardemagni (nella terza stagione) oppure i Segnali Orari e le No-News di Cinzia Poli, interventi con toni che vanno dall'onirico, al satirico, al surreale. Esclusi i primi due mesi della terza stagione, in ogni puntata uno spazio è riservato alle telefonate degli ascoltatori sul tema del giorno. Ospite abituale della prima stagione del programma è stato l'esperto di peak performance Matteo Maserati.
Da febbraio 2013 a giugno 2013 il programma in senso stretto è stato preceduto da una "anteprima" di mezzora, dalle 5:30 alle 6:00 (prodotta dallo stesso staff), alcune puntate della quale sono state condotte remotamente dai quattro speaker, tutti in esterna, ognuno in luogo diverso, in auto o per strada, nel proprio tragitto verso gli studi di Corso Sempione. Si è trattato probabilmente di un unicum nella storia della radiofonia italiana. Nei primi due mesi dalla terza stagione al modulo del mattino La Sveglia, (ridotto a 25 minuti) è stato affiancato il modulo di mezza mattina (La Sfida): un quiz show sulle news quotidiane con tre concorrenti in studio sempre condotto da Solibello e Lusenti, con Ardemagni in veste di "Giudice Arbitrario" e Poli a proporre ironiche schede sui concorrenti. Dal 21 novembre 2013 il programma è tornato in onda dalle ore 6:00 alle 7:22, in concomitanza con il ritorno di Fiorello con il programma Edicola Fiore.

## The Riiing
Dal 3 aprile 2012 ogni mattina alle 7:00 i conduttori effettuano una chiamata con un ospite a sorpresa che si trova in momentaneo possesso di un misterioso telefono (The Riiing) cellulare. L'ospite, dopo l'intervista radiofonica, ha il compito di consegnarlo a un nuovo personaggio celebre entro la puntata successiva (all'insaputa della stessa redazione di Caterpillar AM) per l'intervista del giorno successivo. Se nessuno risponde si chiede via Twitter al personaggio precedente di intervenire.

## Simulcast Rai News 24 (2011-2015)
Alle 7.35, poco dopo la fine della prima diretta radiofonica quotidiana, i conduttori di Caterpillar AM  si collegano con RaiNews24 per una interazione con i redattori della testata giornalistica (nella prima stagione frequentemente l'allora direttore di RaiNews24 Corradino Mineo, attualmente Roberto Vicaretti) sui temi del giorno. Il collegamento nelle prime due edizioni si chiudeva con una vignetta di Cinzia Poli. Nelle prime due edizioni veniva effettuato anche un altro collegamento con Rai News, ma nel corso della diretta radiofonica, dalle 6:40 alle 6:50, nello spazio dedicato alle telefonate con gli ascoltatori sul tema del giorno. Questo collegamento non prevedeva alcuna interazione con lo studio di Rai News di Saxa Rubra. Questo primo collegamento, oltre che da RaiNews24 era diffuso anche da Rai 3: in questo modo il dibattito con gli ascoltatori veniva coperto da due canali televisivi e uno radiofonico.

## Campagne e iniziative
Il programma collabora con Caterpillar alla campagna M'illumino di meno: giornata internazionale del risparmio energetico che si svolge ogni anno in una data variabile attorno al 16 febbraio, giorno di entrata in vigore del Protocollo di Kyoto con l'obiettivo di dimostrare che è possibile ottenere un risparmio energetico senza cambiare lo stile di vita o limitare il benessere dei cittadini. La prima edizione si è tenuta nel 2005. Dal 2007 M'illumino di meno, precedentemente iniziativa nazionale, è diventata giornata internazionale del risparmio energetico, ed ha ricevuto il patrocinio del Ministero dell'ambiente e della tutela del territorio e del mare e del Ministero delle politiche agricole alimentari e forestali..